# Dumitru Marcel Bujor
Dumitru Marcel Bujor (n. 21 octombrie 1954

) este un fost senator român, ales în 2012 pe listele PP-DD. În ianuarie 2014, Dumitru Marcel Bujor a demisionat din PP-DD și s-a înscris în UNPR.